# Fyvush Finkel
Pour les articles homonymes, voir Finkel (homonymie).
Philip Finkel dit Fyvush Finkel, né le 9 octobre 1922 à Brooklyn (New York) et mort le 14 août 2016 à Manhattan (New York), est un acteur américain.

## Biographie
Fyvush Finkel est issu d'une famille juive ashkénaze et a joué d'ailleurs dans quelques films yiddish.

## Filmographie
- 1941 : Mazel Tov Yidden (chante Ich Vil A Get)
- 1950 : Monticello, Here We Come
- 1985 : Evergreen (feuilleton TV) : Peddler
- 1986 : Le Flic était presque parfait (Off Beat) de Michael Dinner : Vendor
- 1986 : Seize the Day (en) de Fielder Cook : Shomier
- 1986 : Brighton Beach Memoirs de Gene Saks : Mr. Greenblatt
- 1990 : Contre-enquête (Q & A) de Sidney Lumet : Preston Pearlstein
- 1991 : Les Indomptés (Mobsters) de Michael Karbelnikoff : Tailor
- 1992-1996 : Un drôle de shérif : Douglas Wambaugh
- 1993 : The Pickle de Paul Mazursky : M. Shacknoff
- 1993 : Le Concierge du Bradbury (For Love or Money) de Barry Sonnenfeld : Milton Glickman
- 1995 : Le monde est un grand Chelm (Die Schelme von Schelm) d'Albert Hanan Kaminski : le narrateur (voix)
- 1995 : Nixon d'Oliver Stone : Murray Chotiner
- 1998 : Le Petit grille-pain courageux - Objectif Mars (The Brave Little Toaster Goes to Mars) (vidéo) : Hearing Aid (voix)
- 2000 : The Crew de Michael Dinner : Sol Lowenstein
- 2000-2004 : Boston Public (TV) : Harvey Lipschultz
- 2009 : A Serious Man de Joel et Ethan Coen : Reb Groshkover

## Récompenses et nominations

### Récompenses
- 1992 : Emmy awards du meilleur second rôle dans une série pour Un drôle de shérif ;
- 1994 : Q awards du meilleur second rôle dans une série pour Un drôle de shérif.